# Mathew Hayman
Mathew Hayman (Camperdown, Nova Gal·les del Sud, 20 d'abril del 1978 a Austràlia) és un ciclista professional australià. Actualment corre a les files del Mitchelton-Scott.
En el seu palmarès destaca la medalla d'or en la prova en ruta dels Jocs de la Commonwealth de 2006 i la general de la Volta a Saxònia del 2005.

## Palmarès en ruta
- 1997
  - 1r al Grote Prijs van de Stad Geel
- 1999
  -  Campió dels Països Baixos sub-23 en ruta
  - 1r al Triptyque des Monts et Châteaux
  - 1r als Dos dies del Gaverstreek i vencedor d'una etapa
- 2001
  - 1r de la Challenge de Mallorca i vencedor d'una etapa
- 2005
  - 1r de la Volta a Saxònia
- 2006
  -  Medalla d'or de la Prova en ruta dels Jocs de la Commonwealth
- 2011
  - 1r a la París-Bourges
- 2016
  - 1r a la París-Roubaix

### Resultats al Giro d'Itàlia
- 2002. 91è de la classificació general
- 2006. 136è de la classificació general
- 2008. Fora de control (16a etapa)
- 2010. 105è de la classificació general

### Resultats a la Volta a Espanya
- 2003. 137è de la classificació general
- 2005. Abandona
- 2015. 130è de la classificació general

### Resultats al Tour de França
- 2014. Abandona (10a etapa)
- 2016. 135è de la classificació general
- 2017. 151è de la classificació general
- 2018. 108è de la classificació general